# Jack Parker (corredor de tanques)
Jack Parker   (Richmond upon Thames, 6 de setembre de 1927 - 20 de febrer de 2022) va ser un atleta anglès especialista en les curses de tanques, que va competir durant la dècada de 1950.
Durant la seva carrera esportiva va prendre part en dues edicions dels Jocs Olímpics d'Estiu, el 1952 i el 1956, on fou eliminat en sèries en els 110 metres tanques.
En el seu palmarès destaca una medalla de plata en els 110 metres tanques al Campionat d'Europa d'atletisme de 1954. Aquell mateix any fou quart als Jocs de la Commonwealth. El 1954 i 1955 es proclamà campió britànic de les 120 iardes tanques.

## Millors resultats
- 110 metres tanques. 14.3" (1955)[5]